# Convolvulus huber-morathii
Convolvulus huber-morathii är en vindeväxtart som beskrevs av Peter Hadland Davis. Convolvulus huber-morathii ingår i släktet vindor, och familjen vindeväxter. Inga underarter finns listade i Catalogue of Life.